# Galium minutulum
Galium minutulum là một loài thực vật có hoa trong họ Thiến thảo. Loài này được Jord. mô tả khoa học đầu tiên năm 1846.